# Папурэ, Корнелиу
Корнелиу Папурэ (рум. Corneliu Papură; род. 5 сентября 1973, Крайова) — румынский футболист и футбольный тренер. Выступал на позиции защитника.

## Клубная карьера
Корнелиу Папурэ начинал свою карьеру футболиста в румынском клубе «Университатя Крайова 1948» из своего родного города. В 1993 году в его составе Папурэ выиграл Кубок Румынии. В 1996 году защитник перешёл во французский «Ренн». 10 августа того же года он дебютировал во французском Дивизионе 1, выйдя в основном составе в гостевом поединке против «Бастии». Спустя два месяца румын забил свой первый гол в лиге, доведя счёт до разгромного в домашней игре с «Канном».
В 1999 году Папурэ вернулся в «Университатю», а затем выступал за румынские «Прогресул», израильский «Бейтар», кипрский АЕЛ, китайские «Чанчунь Ятай» и «Гуанчжоу Эвергранд Таобао». При этом он ещё дважды возвращался в «Университатю» и один раз в «Петролул», где и завершил свою игровую карьеру.

## Карьера в сборной
13 февраля 1994 года Корнелиу Папурэ дебютировал за сборную Румынии в матче товарищеского турнира против команды США, выйдя в основном составе.
Защитник был включён в состав сборной Румынии на чемпионат мира по футболу 1994 года в США, где сыграл в двух матчах: группового этапа с Колумбией и 1/8 финала с Аргентиной. В обоих случаях он выходил на поле в самых концовках игр.

## Достижения
«Университатя Крайова 1948»
- Обладатель Кубка Румынии (1): 1992/93

Личные
- Почётный гражданин Бухареста: 1994[7]
- Орден «За спортивные заслуги» III степени I типа: 2008[8]